# Mustafa Ali Khan
Mustafa Ali Khan fou kan de Kassímov, successor vers 1574 de Sain Bulat (Simeon Bekbulàtovitx). És esmentat ja el 1577 i era fill d'Abdulla Akkubekof (Ak Kubek fou kan d'Astracan 1532-1533 per primera vegada, 1545-1546 per segona vegada i 1547-1549 per tercera vegada) i era cosí germà de Bekbulat el pare de Sain Bulat. Abdulla es va establir a Rússia el 1552 i es va casar amb una filla de Jan Ali neboda de Shah Ali rebent la ciutat de Yurief en feu. El seu fill Mustafa Ali fou nomenat kan.
El 1574 va prendre part a la campanya de Livònia segurament ja com a kan i altre cop el 1578 quan es va unir a les forces russes amb els seus germans Budali i Arslan Ali. El 1584 Ivan el Terrible va comunicar al sultà turc que Mustafa Ali havia estat nomenat kan de Kassímov al lloc de Simeon. Era a Moscou el 1586 en la presentació de l'ambaixador polonès. No torna a ser esmentat però es creu que no va morir fins després del 1590 i probablement vers 1600; la seva filla Takbide, segons una inscripció a la seva tomba, va morir el 1608 als 17 anys. El va succeir Uraz Muhammad Khan.